# Bertram von Quadt-Wykradt-Isny
Bertram Otto Wilhelm Friedrich Waldemar Graf von Quadt zu Wykradt und Isny, seit 12. März 1901 Fürst von Quadt zu Wykradt und Isny, (* 11. Januar 1849 in Stuttgart; † 14. Mai 1927 in Isny im Allgäu) war ein württembergischer Standesherr sowie Gutsbesitzer in Schwaben, Württemberg und Oberbayern.

## Familie
Er war der Sohn von Graf Otto von Quadt-Wykradt-Isny (1817–1899) und seiner Ehefrau Emilie, geborene Gräfin zu Schönburg-Glauchau, Penig und Wechselburg (1825–1869). Bertram war seit 1879 mit Ludovica Prinzessin von Schönburg-Hartenstein (1856–1932) verheiratet. Aus der Ehe gingen sechs Kinder hervor, darunter der Erbgraf und württembergische Standesherr Otto Maria von Quadt-Wykradt-Isny (1880–1933), der spätere Chef des Hauses Alexander (1885–1936), der sich ab 1927 der Tradition folgend Fürst von Quadt nannte, und der NS-Politiker Eugen Graf von Quadt zu Wykradt und Isny (1887–1940).

## Leben
Quadt durchlief 1863/68 die Pagerie und besuchte anschließend die Universitäten in Löwen, Bonn und München. Anlässlich des Krieges gegen Frankreich trat er 1870 als Unterleutnant in das 1. Ulanen-Regiment der Bayerischen Armee ein. Nach dem Krieg schied er 1873 aus dem aktiven Dienst und avancierte bis 1898 zum charakterisierten Oberst à la suite.
Außerdem war er württembergischer Standesherr. In dieser Funktion gehörte er von 1872 bis zum Jahre 1918 der Ersten Kammer der Württembergischen Landstände an. Von 1872 bis 1893 vertrat er als Erbgraf seinen Vater, ab 1894 war er als Standesherr legitimiert. Er war seit 1874 Großkreuz des Friedrichs-Ordens und seit 1903 Großkreuz des Ordens der Württembergischen Krone. Bereits seit 1893 war Bertram erbliches Mitglied der Kammer der Reichsräte Bayerns. Am 12. März 1901 wurde er in den bayerischen Fürstenstand erhoben.